# Фальга
Фальга́ (фр. Falga, окс. Le Falgar) — коммуна во Франции, находится в регионе Юг — Пиренеи. Департамент — Верхняя Гаронна. Входит в состав кантона Ревель. Округ коммуны — Тулуза.
Код INSEE коммуны — 31180.

## География

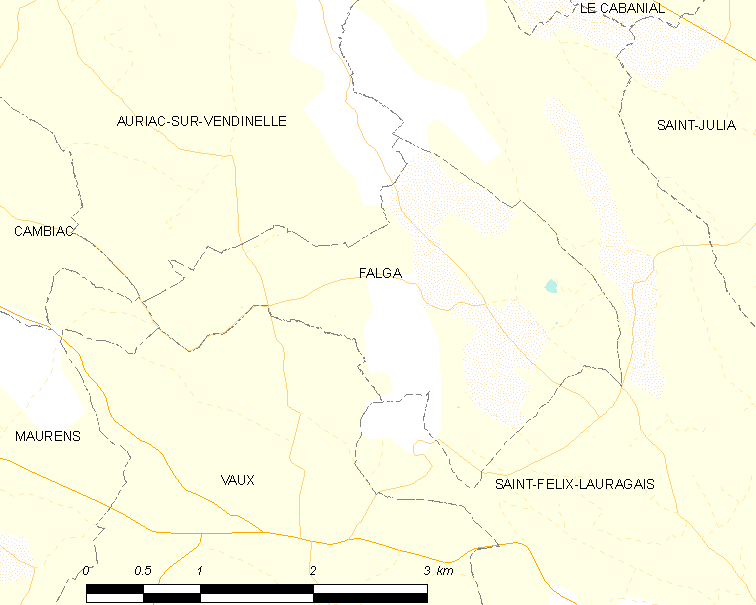
Карта коммуны

Коммуна расположена приблизительно в 600 км к югу от Парижа, в 37 км к востоку от Тулузы.

## Климат
Климат умеренно-океанический. Зима мягкая и снежная, весна характеризуется сильными дождями и грозами, лето сухое и жаркое, осень солнечная. Преобладают сильные юго-восточные и северо-западные ветры.

## Население
Население коммуны на 2010 год составляло 110 человек.
| 1962 | 1968 | 1975 | 1982 | 1990 | 1999 | 2010 |
| ---- | ---- | ---- | ---- | ---- | ---- | ---- |
| 110  | 67   | 57   | 60   | 73   | 79   | 110  |

## Экономика
В 2010 году среди 74 человек трудоспособного возраста (15—64 лет) 57 были экономически активными, 17 — неактивными (показатель активности — 77,0 %, в 1999 году было 78,3 %). Из 57 активных жителей работали 52 человека (30 мужчин и 22 женщины), безработных было 5 (2 мужчин и 3 женщины). Среди 17 неактивных 4 человека были учениками или студентами, 5 — пенсионерами, 8 были неактивными по другим причинам.

## Достопримечательности
- Церковь Св. Мартина